# Біденко Артем Ігорович
Артем Ігорович Біденко (нар. 12 лютого 1981, Київ) — український політик і громадський діяч, журналіст, волонтер, експерт з маркетингових і політичних комунікацій, політолог, колишній державний секретар Міністерства культури та інформаційної політики України, позаштатний радник ДП «Мультимедійна платформа іномовлення України».

## Життєпис
- 1987—1998 — навчався в Київській школі № 129 із поглибленим вивченням іноземних мов.[3]
- 1998—2004 — навчався в університеті «Києво-Могилянська академія» на факультеті гуманітарних та суспільних наук. Магістр політичних наук.
- 2000 — представляв факультет у Студентській колегії.[3]
- 2004 — 2007 — навчався в аспірантурі Національного інституту стратегічних досліджень (тема дослідження "Роль ради національної безпеки і оборони в процесі ухвалення політичних рішень).
- З 1999 — експерт в аналітичних організаціях (Інститут політики, Міжнародний інститут політичного аналізу, Лабораторія законодавчих ініціатив) та ЗМІ (редактор економічних новин на «Інтері», журналіст видань «Аргументи і факти», «Деловая Украина», ПіК тощо).[3]
- 2000—2003 — експерт в Міжнародному інституті порівняльного аналізу.
- 2003 — 2014 — виконавчий директор (СЕО), голова Координаційної ради Асоціації зовнішньої реклами України [Архівовано 21 серпня 2019 у Wayback Machine.].[3]
- 2007—2014 — президент компанії SA Political Communications, яка надає послуги з політичного консалтингу та медіапланування.[3]
- 2006—2014 — співзасновник рекламних агенцій: «Регіон Медіа», «Прана», «Рубі Консалтинг».[3]
- 2014 — 2015  — радник мера Києва, директор управління з питань реклами Київської міської державної адміністрації.
- з 4 лютого 2015 — заступник Міністра інформаційної політики України, керівник апарату.
- з листопада 2017 року — державний секретар Міністерства інформаційної політики України.[4]
- з 28 жовтня 2019 року — державний секретар Міністерства культури, молоді та спорту.
- з 23 березня 2020 року — державний секретар Міністерства культури та інформаційної політики України.
- з 1 серпня 2020 року — керівник Інституту інформаційної безпеки.
- з 1 серпня 2022 року — керівник ініціативи «Сади Перемоги»[5].

## Громадсько-політична діяльність
З 2003 займається професійним лобіюванням ринку зовнішньої реклами України як голова Координаційної ради Асоціації зовнішньої реклами України, Всеукраїнського об'єднання громадян.
Також з 2002 року — член Громадської ради при комітеті свободи слова та інформації Верховної Ради України, працював над Законом України «Про рекламу».
У 2005—2006 у Києві роках був організатором соціальної реклами «Країні не вистачає футболістів. Кохаймося!» (для поліпшення настрою) та «Мама, чому я урод» (для боротьби з наркоманією), які викликали певний осуд у суспільстві через їхню надміру радикальність.
З квітня 2014 року є радником Голови КМДА з питань суспільних комунікацій.
З 2010 року до 2016 року член політичної партії Українська Платформа Собор. Член Центрального проводу партії Республіканська платформа (раніше — «Собор»), голова Печерської районної організації цієї партії.
Член Ради з питань захисту прав споживачів при Кабміні, Ради з питань реклами при КМДА.
В 2017 році був ініціатором та співавтором Концепції популяризації України в світі, а згодом, на виконання Концепції, — ініціатором та менеджером всіх процесів, пов'язаних зі створенням єдиного бренду України Ukraine NOW.
Блогер на інтернет-виданнях «Українська правда», УБР, «Ліга», «Еспресо.TV», НВ. Був позаштатним журналістом та політичним редактором газет «Українське слово», «Деловая Украина», «Деловая неделя», «Аргументы и факты в Украине», журналів Business Communication, «Профиль», «Компаньйон» та інших.
Співавтор двох книжок на теми українських виборів. У 2022 році в рамках роботи Інституту інформаційної безпеки став співавтором та редактором Зеленої книги протидії дезінформації та Білої книги протидії дезінформації.
У 2022 році очолив ініціативу «Сади Перемоги» (Victory Gardens), направлену на підтримку національної єдності та продовольчої безпеки в складний період повномасштабної агресії Росії проти України.

## Скандали
В 2006 році Асоціація зовнішньої реклами України, керівником якої тоді був Артем Біденко, провела загальноукраїнську кампанію "Мама чому я помер", спрямовану на боротьбу з наркоманією. Однак суспільна реакція, в тому числі професійних медичних організацій, була критичною, і кампанія була завершена достроково, з публічними вибаченням перед людьми, яких вона образила.
В листопаді 2023 року вийшло журналістське розслідування щодо бізнес-зв'язків Артема Біденка. Згідно журналістського розслідування, компанії та підприємці, пов’язані родинними чи дружніми зв’язками з Артемом Біденком, за неповні три роки отримали від Міністерства культури та інформаційної політики 70,5 млн грн. З них майже 51 млн грн — безпосередньо від ДП «Мультимедійна платформа іномовлення України». Так, компанія «Лайт коммунікейшн», де засновником є тесть Біденка, 68-річний Віталій Шаповаленко, за останні два роки підписала угоди з підприємствами Мінкульту на 47,7 млн грн. Хоча до 2019 року Шаповаленко не був причетний до медіа чи рекламного бізнесу, займався проєктуванням та обслуговуванням житлових багатоквартирних будинків, працював заступником міністра з питань ЖКГ в уряді Миколи Азарова.
Водночас через кілька днів Артем Біденко в  своєму інтерв'ю "Детектор Медіа" прокоментував низку неточностей в розслідуванні, які вводили читачів в оману. Зокрема, серед іншого, те, що цифра 70,5 млн не відповідає дійсності, згадані компанії отримали 54,5 млн грн; розслідування в висновках дає оціночні судження щодо прибутків родичів та друзів А.Біденка, при цьому не наводить жодних цифр чи порівнянь. Попри суспільний резонанс, в матеріал розслідування не було внесено виправлені дані.

## Сімʼя
Виховує трьох синів: Андрія (нар. 2007), Юрія (нар. 2010) та Марка (нар. 2019).